# Tic - Tac (canción)
Tic - Tac es el título del bonustrack que se incluye en el segundo álbum El viaje de Copperpot de La Oreja de Van Gogh.
La canción habla sobre que no hay que tomarse el tiempo para la llegada del amor y que no hay que retardar el encuentro de este. Fue compuesta durante la primera gira del grupo e incluida en ésta, ellos la llamaban "La Oreja". Esta es la primera vez que experimentan con el bonustrack; lo hicieron como un regalo a todos quienes habían escuchado su directo durante el año anterior.
La versión que se incluye ocho minutos después de Desde el Puerto en realidad no es en directo: entraron los cinco al estudio y grabaron la canción al mismo tiempo. Los aplausos son del personal con los que estaban grabando el disco en Du Manoir.
Sólo la tocaron durante su primera gira y aunque no estuvo incluida en el disco Dile al sol era de las más coreadas. La versión en directo del Básico que realizó el grupo en 1999 fue incluida en el DVD La Oreja de Van Gogh.